# Hombre orquesta

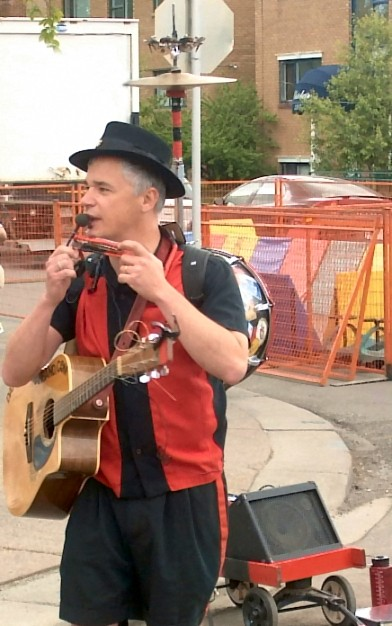
Un hombre orquesta callejero en Calgary.

Un hombre orquesta es un músico que toca varios instrumentos musicales al mismo tiempo usando sus manos, pies, miembros y varios aparatos mecánicos. El tipo de hombre orquesta más simple es un cantante acompañado de una guitarra acústica y una armónica montada en una estructura metálica debajo de la boca a menudo usada por músicos callejeros. Sistemas más complicados pueden incluir instrumentos de viento atados con correas al cuello, un gran bombo montado en la espalda del músico con un golpeador el cual es conectado a un pedal de pie, platillos atados con correas entre las rodillas o accionados por mecanismos de pedal, Panderetas y maracas atado a los miembros, e instrumentos de cuerda atados a los hombros (e.g., un banjo, ukulele o guitarra). Desde el desarrollo de la Interfaz Digital de Instrumentos Musicales (MIDI, por sus siglas en inglés) en la década de los 80, algunos músicos también han incorporado almohadillas de percusión MIDI montados en el pecho, gatillos para batería electrónica montado en los pies, y pedalier electrónico.

## Historia y significados

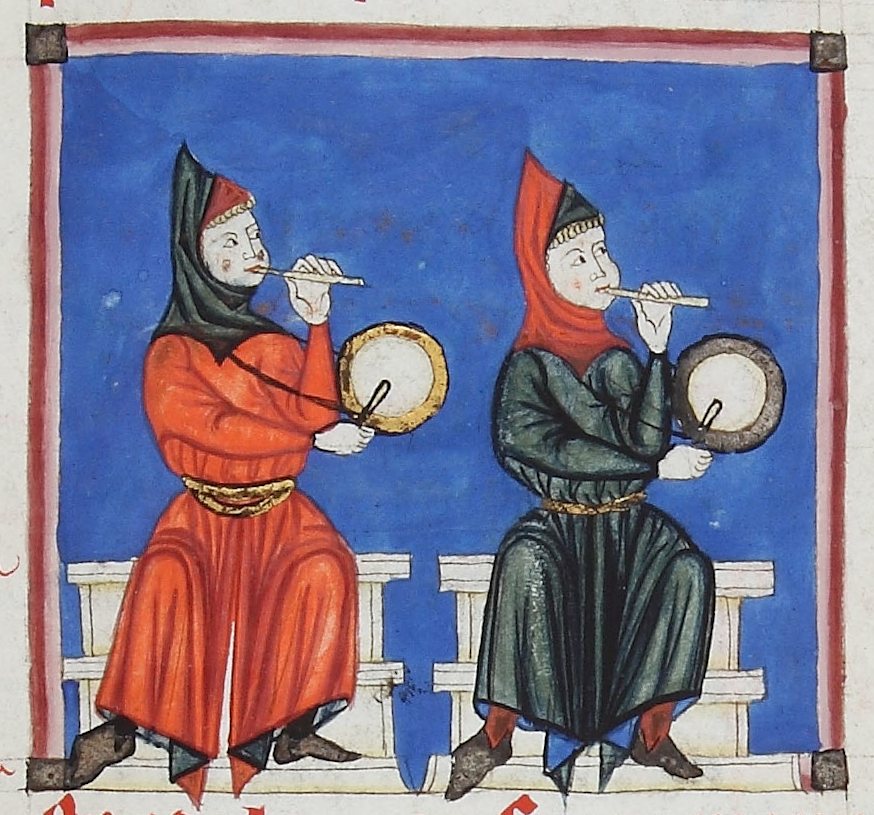
Ejecutantes de Tubo y tabor, del siglo XIII manuscrito iluminado, Cantigas de Santa María.

Las primeras grabaciones de múltiples instrumentos musicales siendo tocados al mismo tiempo datan del siglo XIII, y fueron el tubo y el tabor. El tubo era una simple flauta de tres agujeros; el tabor es más comúnmente conocido hoy en día como caja. Esta puede aun ser escuchada en partes rurales de Francia, Inglaterra
, o España. Un grabado en madera de la época Isabelina mostraba un payaso tocando el tubo y el tabor. Una pintura en acuarela de la década de 1820 muestra un hombre orquesta con un palo para marcar el ritmo, zampoñas alrededor de su cuello y un bombo y pandereta detrás de él. La historia de Henry Mayhew sobre la vida en la calle Londres en las décadas de 1840 y 1850 describe una calle cerrada tocando campanas en un carril, hammers violin acordiones
El guitarrista Jim Garner tocaba la guitarra con sus manos y un triángulo con sus pies, y Will Blankenship de la familia Blankenship de Carolina del Norte tocaba la armónica, autoarpa y triángulo en presentaciones en la década de 1930. En la década de 1940, el actor y payaso Benny Dougal usó un crude "stump fiddle" (una única cuerda estirada en un palo) con un par de platillos operados por un pedal de pie. Cantantes de Blues tales como "Daddy Stovepipe" (Johnny Watson) cantarían, tocarían la guitarra, y golpearían firmemente sus pies para marcar el ritmo, o usaban un pedal de pie para tocar bombo o platillos. 
Uno de los más famosos exponentes modernos de múltiples instrumentos fue Jesse Fuller, que inventó y desarrolló un bajo operado con los pies y lo llamó el "fotdella", el que tenía seis cuerdas las que eran golpeadas por martillos. En presentaciones de "hombres orquesta", Fuller usaría su "footdella", un footpedal-operated sock, un soporte para el cuello hecho por él mismo (para una armónica, mirlitón y micrófono), y una guitarra de 12 cuerdas. Fate Norris, de Skillet Lickers, a hillbilly string band of the 1920s and early 1930s developed a geared mechanical contraption with footpedals that enabled him to play guitar, bells, bass fiddle, violín, autoharp, and mouth harp. 
Joe Barrick, quien había nacido en Oklahoma en 1922, buscaba una manera de acompañarse a sí mismo en fiddle, por eso construyó un contraption with a guitar neck on a board con pedales de pie para operar las notas. Versión posteriores de 'piatar' también tenía mástil de un bajo y un banjo y una caja los cuales son tocados por martillos operados con los pies. Para cambiar las notas en los instrumentos de la familia de la guitarra, a foot treadle operates a mechanical fretting device. Dos notables hombres orquesta de blues activos en Memphis en la década de 1950 fueron Doctor Ross y Joe Hill Louis, tocando guitarra, armónica y bombo/high-hat.

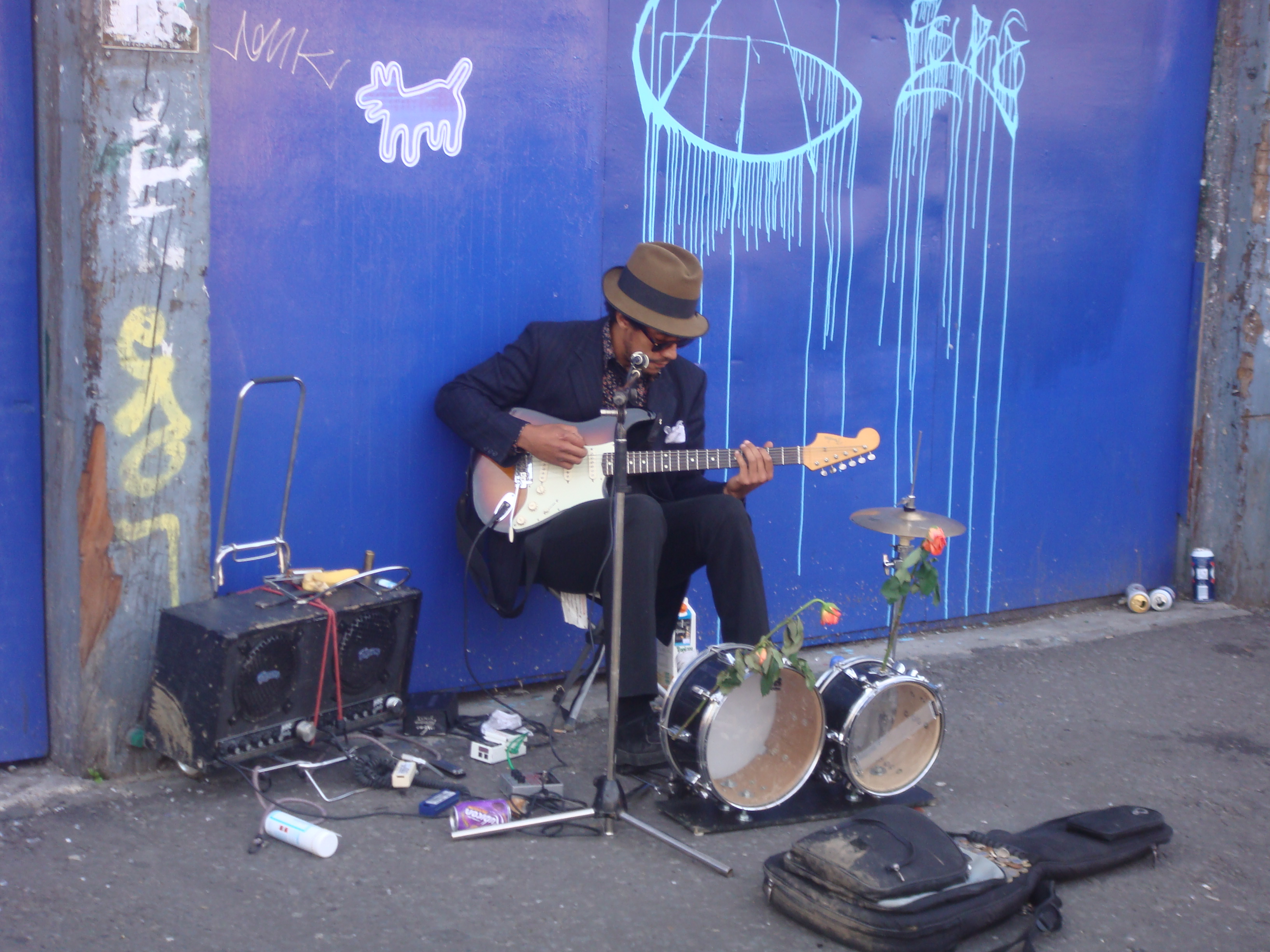
Un músico en Liverpool presentación en guitarra eléctrica y un pequeño set de batería.

La simple combinación de guitarra y armónica (También usada por músicos tales como Tex Williams, Jimmy Reed, Bob Dylan, Neil Young, Ray Dorset de Mungo Jerry, y Alanis Morissette) es tan común que ya no es considerada para ser un hombre orquesta. El Inglés Don Partridge hizo el clásico equipo de hombre orquesta (bombo en la espalda, guitarra y armónica) famoso en las calles de Europa, y fue probablemente el primer músico callejero en entrar al Top Ten de los UK Singles Chart, con su sencillo "Rosie" y "Blue Eyes" en 1968. 
Hombres orquestas modernos incluyen ejecutantes como Hasil Adkins y Sterling Magee, más conocido como "Mister Satan," de Satan and Adam. 

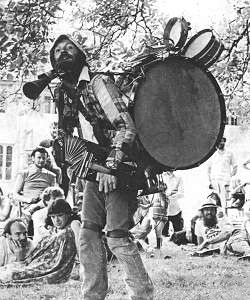
Vic Ellis of Sussex

El hombre orquesta existe, en toda su unicidad e independencia, como la más elusiva y persistente tradición musical. As a category of musicianship it transcends cultural and geographic boundaries, spans stylistic limits, y desafía las nociones convencionales de técnica e instrumentación. Definido simplemente como un único músico toca más de un instrumento a la vez, it is an ensemble limited only by the mechanical capabilities and imaginative inventiveness of its creator, and despite its generally accepted status as an isolated novelty, it is a phenomenon with some identifiable historical continuity."
El concepto de hombre orquesta es utilizado frecuentemente en el metal extremo, especialmente en el black metal, donde muchas bandas están integradas por un único miembro, como por ejemplo Burzum, Nargaroth, Arckanum y Nortt entre otros. Mientras que la mayoría de estos grupos no tocan en directo, algunos como Nargaroth contratan músicos adicionales para actuaciones en vivo.
El término "hombre orquesta" es también usado coloquialmente para describir a un intérprete que toca todo instrumento utilizado en una canción grabada en estudio, para posteriormente mezclar cada una de las pistas en una sola canción. A pesar de que esta aproximación es más común en géneros musicales derivados de la electrónica tales como el techno y el acid house que en el rock tradicional, algunos artistas como Prince, Lenny Kravitz, Paul McCartney, Todd Rundgren, Roy Wood, y Les Fradkin han hecho grabaciones en las que han tocado todos los instrumentos. Otros ejemplos de bandas compuestas por una sola persona en un estudio son Dave Grohl por su álbum debut en Foo Fighters, Morten Veland, Trent Reznor por Nine Inch Nails, Billy Corgan por Smashing Pumpkins desde 2009 y Serj Tankian.

## Desarrollos recientes
Desde el advenimiento del Musical Instrument Digital Interface (MIDI) en los años 80, algunos músicos también han incorporado pads de percusión montados sobre el pecho, foot-mounted electronic drum triggers. Some "one man bands" use organ-style pedal keyboards to perform basslines. A small number of MIDI enthusiasts use custom-made MIDI controllers connected to different parts of their bodies to trigger music on synthesizers. Custom-made MIDI controllers range from wind-operated controllers to small triggers mounted on the arms or feet. At a certain point, the use of body MIDI controllers may come to resemble performance art, because the musical sounds are triggered by the performer assuming certain poses or dancing. 
With the use of 2000s-era digital loop pedals, which can record and then repeat a short musical phrase, performers can play a riff or groove and then solo over the repeated loop.
Con el aumento de popularidad de los equipos electrónicos, existe una innovación con los tradicionales instrumentos acústicos "para uno". Un ejemplo es la Farmer Musical Instrument Co.  con base en los Estados Unidos.
Su línea de productos gira en torno a varios instrumentos acústicos de percusión de pie que permiten a los músicos a tocar una amplia gama de sonidos tradicionales de batería o los pedales para tocar la pandereta con un ritmo simple.

## Otros usos del término
El término de hombre orquesta es usado generalmente para referirse a una persona que lleva una actividad por sí sola, sobre todo si para desempeñarla la persona debe de asumir distintas funciones o roles, como un paralelismo a los músicos que emplean diversos instrumentos a la vez.
Con sentido análogo, también se emplea en general para las personas que suelen realizar distintas actividades a la vez.

## Uso coloquial
Un hombre orquesta puede también referirse coloquialmente al artista musical que toca todos los instrumentos en sus grabaciones, mezclándolos en una grabación de estudio. Artistas famosos que han grabado de esta manera incluye Paul McCartney, Stevie Wonder, Mike Oldfield, Prince y Beck. Con el uso de tecnología de grabación en bucle, artistas modernos, incluyendo Jamie Lidell y KT Tunstall son capaces de convertirse en su propio hombre orquesta para presentaciones en el escenario.